# Croxton (Norfolk)
Croxton is een civil parish in het bestuurlijke gebied Breckland, in het Engelse graafschap Norfolk met 445 inwoners.